# حاسوب مبني في المنزل

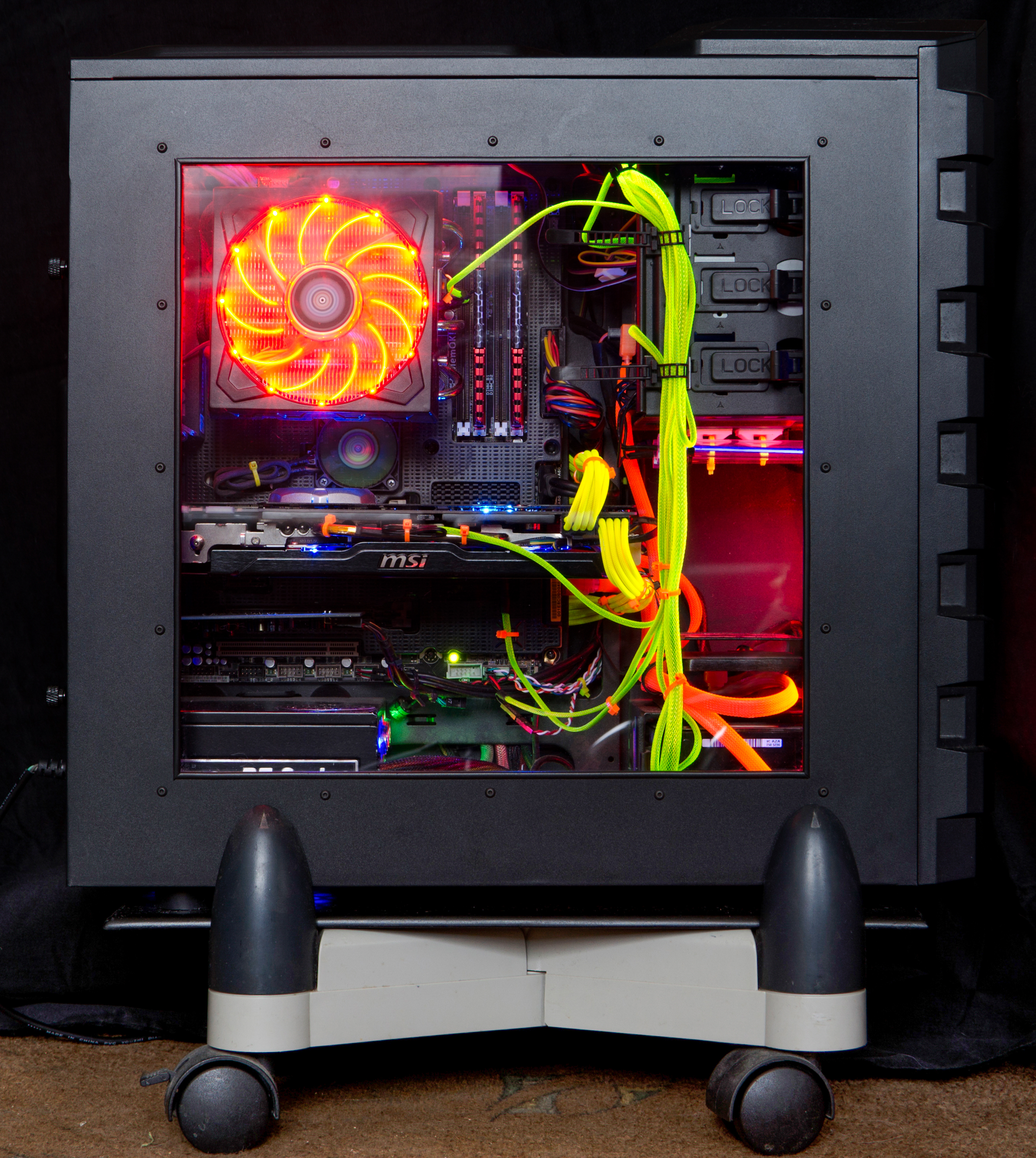

الكمبيوتر المجمع في المنزل أو المبني منزليًا هو جهاز كمبيوتر تم تجميعه بشكل شخصي من مكونات متاحة، وعادةً ما تكون مكونات تجارية جاهزة للاستخدام (COTS)، بدلاً من شراؤها كنظام كامل من موردين انظمة الكمبيوتر، والمعروف أيضًا باسم الأنظمة المعدة مسبقًا.
عادةً ما يُعتبر الكمبيوتر المجمع أقل تكلفةً مقارنةً بشراء جهاز كمبيوتر مُصمم مسبقًا، لأنه لا يشمل تكلفة العمالة المرتبطة بالتجميع.
هناك العديد من الأسباب التي تجعل الأشخاص يختارون تجميع أجهزة الكمبيوتر الخاصة بهم بدلاً من شراء أجهزة الكمبيوتر الجاهزة. أحد الأسباب هو أن أجهزة الكمبيوتر المُجمعة يمكن أن تكون أكثر قوة من أجهزة الكمبيوتر الجاهزة. وذلك لأن المستخدمين يمكنهم اختيار قطع الكمبيوتر الفردية التي تناسب احتياجاتهم المحددة، بدلاً من الاعتماد على المكونات التي تأتي مع جهاز الكمبيوتر الجاهز.

## أنظر أيضا
- الصندوق الأبيض (أجهزة الكمبيوتر)
- هاكنتوش
- الكمبيوتر البدائي
- الحوسبة المتحمسة
- إثبات المستقبل

## روابط خارجية
- Build Your Own PC على مشروع الدليل المفتوح
- Gaming PC